# Cernica (Bośnia i Hercegowina)
Cernica (cyr. Церница) – wieś w Bośni i Hercegowinie, w Republice Serbskiej, w gminie Gacko. W 2013 roku liczyła 16 mieszkańców.